# آنتوان فیشر (فیلم)
آنتوان فیشر (به انگلیسی: Antwone Fisher) فیلمی محصول سال ۲۰۰۲ و به کارگردانی دنزل واشینگتن است. در این فیلم بازیگرانی همچون درک لوک، دنزل واشینگتن، مالکوم دیوید کلی، جوی برایانت، سالی ریچاردسن، کوین کانلی، ورنی واتسون-جانسون، وایولا دیویس، استیون اسندن، سانگ کانگ، یولاندا راس، جاشا واشینگتن، چویتل اجیوفور، گری راسل و الیس ای.ویلیامز ایفای نقش کرده‌اند.

## خلاصه
«آنتوان فیشر» یک ملوان سیاهپوست نیروی دریایی می باشد که در محیط کار بشدت پر خاشگر است. او را به یک روانشناس معرفی می کنند تا او را روانکاوی کند. در حین روانکاوی، مشکلات گذشته او برملا می شود...